# Dietmar Bauer
Dietmar Wilfried Bauer (* 21. Juni 1972 in St. Pölten) ist ein österreichischer Ökonometriker, Hochschullehrer und ehemaliger Basketballspieler.

## Laufbahn
Bauer erlangte 1995 an der Technischen Universität Wien einen Diplom-Abschluss im Studienfach technische Mathematik. Ab Juni 1995 war er an derselben Hochschule als wissenschaftlicher Assistent tätig, 1998 schloss er ebendort seine Doktorarbeit in technischer Mathematik ab. Bis 2005 war Bauer an der TU Wien beschäftigt, legte aber in dieser Zeit drei Auslandsaufenthalte ein: Im Herbst 1999 war Bauer an der Universität Newcastle in Australien tätig, in der ersten Jahreshälfte 2000 an der Universität Linköping in Schweden sowie zwischen September 2003 und August 2004 an der Yale University in den Vereinigten Staaten.
Im Juni 2005 trat Bauer eine Stelle als Wissenschaftler an der Wiener Forschungseinrichtung Austrian Institute of Technology an, welche er bis März 2014 innehatte. 2007 schloss er an der TU Wien seine Habilitation im Fach Ökonometrie ab. Im April 2014 wurde er in Deutschland an der Universität Bielefeld Inhaber des Lehrstuhls für Ökonometrie.

### Basketball
Bauer, der in der Jugend zunächst die Sportart Handball ausübte, bestritt elf Basketball-Länderspiele für Österreich. Auf Vereinsebene wurde der zwei Meter große Flügelspieler mit der Mannschaft UKJ St. Pölten 1993, 1995 und 1996 Staatsmeister sowie 1994 und 1996 Pokalsieger. Mit St. Pölten trat er ebenfalls in Europapokalbewerben an. Während seiner Wissenschaftsaufenthalte spielte er im Amateurbereich auch in den Ländern Australien, Deutschland, Schweden und Vereinigte Staaten.